# Abbaye Saint-Laumer de Blois
L'abbaye royale Saint-Laumer de Blois ne doit pas être confondue avec l'abbatiale Saint-Laumer de Blois, ancienne église principale de l'abbaye mais actuelle église Saint-Nicolas du Foix ; ni avec l'abbaye Notre-Dame de Blois, basée à quelques centaines de mètres.
Pour les articles homonymes, voir Saint Laumer.
L’ancienne abbaye bénédictine Saint-Laumer, écrit aussi Saint-Lomer, ou ancien hôtel-Dieu de Blois, est située sur le quai de l’abbé-Grégoire, à Blois, dans le Loir-et-Cher. Elle est aujourd’hui inoccupée en attente de la réalisation d'un projet immobilier, après avoir hébergé la Direction départementale des Territoires et l'Unité départementale de l'architecture et du patrimoine du Loir-et-Cher.

## Histoire

### Antécédents
En 874, les moines bénédictins de Corbion arrivent à Blois pour fuir des raids normands ravageant le Perche, et rejoignent ainsi les moines du même ordre, alors établis à la chapelle Saint-Calais du château médiéval depuis 866, avec la bénédiction des comtes de Blois et rois des Francs. Néanmoins, le vicomte Thibaud demanda en 924 le transfert des moines hors du château, et c'est ainsi que le roi Raoul leur concéda l'église Saint-Lubin, alors en contrebas du château, ainsi que les droits féodaux sur le faubourg du Foix voisin,,. Un premier monastère semble avoir été construit dès cette période, leur permettant de privatiser l'ensemble du terrain entre l'église et la Loire.
Cependant, l'église Saint-Lubin est détruite en 1114 suite après un incendie, menant à la construction d'un complexe religieux : l'abbaye Saint-Laumer.

### L'âge d'or des bénédictins à Blois

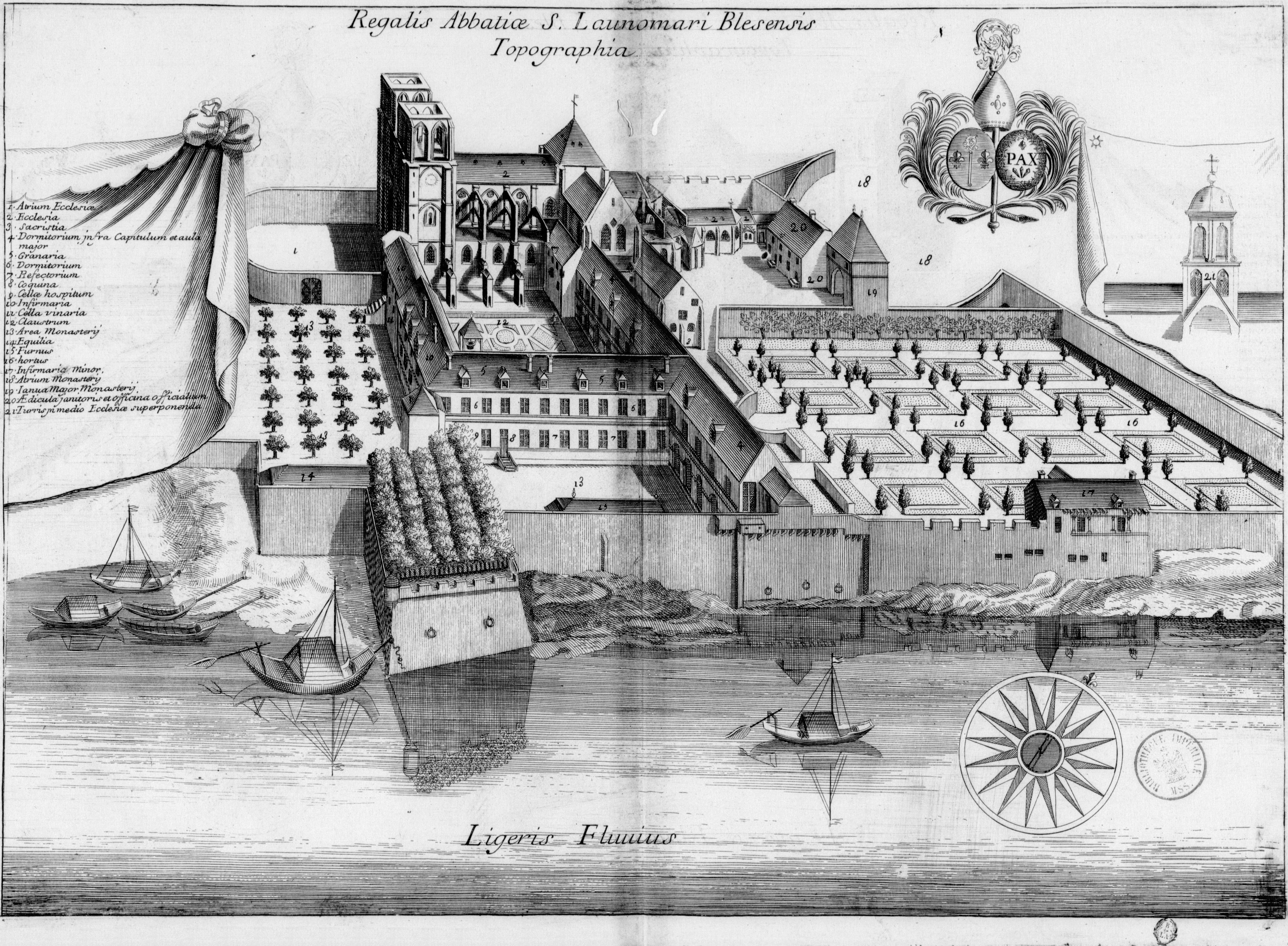
L’abbaye au XVIIe siècle, planche gravée du Monasticon Gallicanum.

Exemptés de toutes taxes royales, les moines furent les seuls habilités à gérer la fiscalité dans le faubourg, leur permettant de rassembler des fonds nécessaires à la construction d'un grand monastère à partir du XIIe siècle. Les travaux de l'abbatiale commencèrent ainsi le 25 avril 1138, soit 24 ans après l'incendie de l'église Saint-Lubin, avant que les reliques de Saint Laumer et de Saint Lubin n'y soient déposées le 25 mai 1186.
Au XIVe siècle, l’abbaye est fortifiée pour échapper aux ravages de la guerre de Cent Ans, et absorbe ainsi la paroisse de l'église Saint-Pierre du Foix, dissoute vers 1362. L'abbaye n'en ressort finalement peu endommagée, mais finit ruinée au XVIe siècle par les guerres de religion et notamment par le sac de Blois par les Huguenots en 1568. La remise en état du bâtiment est due à l’œuvre des bénédictins réformés, dont les travaux continuent jusqu’au début du XVIIIe siècle.

### Depuis la Révolution
À la Révolution, l’abbaye est dissoute et ses bâtiments blésois sont transformés en hôtel-Dieu, ce qui le sauve en partie des destructions révolutionnaires. Seule l'église de l'ancienne abbaye conserve alors des fonctions religieuses, en adoptant le vocable de Saint-Nicolas en souvenir l'ancienne église Saint-Nicolas du Foix démantelée à cette même période.
Les dépendances de l'abbaye sont également saisies (voir liste des dépendances ci-dessous).
En 1845-1847, de nouveaux bâtiments, réalisés par les architectes Pinault puis Jules de la Morandière sont ajoutés à l’édifice.
L’ancienne abbaye bénéficie de multiples protections au titre des monuments historiques : inscription en 1939 pour l’hôtel-Dieu, classement en 1967 pour les façades et toitures de divers bâtiments, sol de la cour et grille, inscription en 1992 pour le pavillon du corps de garde et grille de jardin.
Désaffecté au XXe siècle, l’hôtel-Dieu est alors reconverti en bureaux pour la Direction départementale de l’Équipement, et est occupée aujourd’hui par la Direction départementale des Territoires de Loir-et-Cher.

### Relation avec les autres organisations religieuses de Blois
Dès la constitution de l'abbaye de Bourg-Moyen et l'arrivée de celle de Pontlevoy par l'acquisition du prieuré Saint-Jean-en-Grève, survenues au cours du XIe siècle, une rivalité s'est créée entre les trois abbayes présentes à Blois.
Néanmoins, il est important de rappeler que les moines de Saint-Laumer ont trouvé refuge au IXe siècle au sein même du château de Blois, à la chapelle Saint-Calais. Même s'ils furent requis de s'établir dans le quartier du Foix, le fait qu'ils aient conservé leur juridiction sur la chapelle palatine (en plus des nombreuses dépendances qu'il leur a été offertes) prouve l'importance qu'ils représentaient pour les comtes de Blois puis les rois de France.

## Architecture

### Bâtiments conventuels
À son apogée, l'abbaye comprenait deux cloîtres, dont le Grand Cloître, qui servait d'entrée pour les moines, disparu avant le XVIIe siècle.
En souvenir du sanctuaire mérovingien, une chapelle absidiale était dédiée à la Sainte-Vierge (ou Sainte Marie) et érigée sous le titre d'Annonciation ou de Bonne Nouvelle. Son autel donnait sur les cloîtres.

## Liste des dépendances de l'abbaye
Dans son ouvrage, Noël Mars fait l'inventaire des dépendances de l'abbaye Saint-Laumer de Blois.

### Prieurés conventuels
- Prieuré Saint-Laumer de Corbion, dans l'actuelle Moutiers-au-Perche
- Prieuré Saint-Sulpice de l'Aigle
- Prieuré Saint-Laumer de Moissat
- Prieuré Saint-Martin de Montereau
- Prieuré Saint-Julien de Douy-lès-Châteaudun
- Prieuré Notre-Dame de Mamers

### Prieurés simples
- Prieuré Saint-Félix de Champigny-en-Beauce
- Prieuré d'Illou, à Dampierre-sur-Avre
- Prieuré de Condeau
- Prieuré de Saint-Ange
- Prieuré Saint-Nicolas de Vallières
- Prieuré Sainte-Opportune de Froidmentel
- Prieuré Saint-Lubin de Périgny
- Prieuré Notre-Dame de Fages, à Thenay
- Prieuré Saint-Avertin du Breuil, à Villefrancœur
- Prieuré de Rémalard
- Prieuré Saint-Gilles du Tertre, à Châteaudun
- Prieuré Saint-Bienheuré de Candé-sur-Beuvron
- Prieuré Saint-Martin de Monthou-sur-Bièvre
- Prieuré Saint-Mandé de Montfolet, à Vievy-le-Rayé
- Prieuré Saint-Médard de Maisse
- Prieuré de Courcerault
- Prieuré Saint-Germain de Chemilli
- Prieuré Sainte-Marie de Rai
- Prieuré Saint-Pierre de Francheville
- Prieuré d'Irai
- Prieuré Saint-Léger d'Ouilly
- Prieuré Notre-Dame de Cellé
- Prieuré de Fercé

### Églises paroissiales
- Église Saint-Michel de Chartres
- Église Saint-Éliphe, près de la Loupe
- Église Saint-Pierre de Bretoncelles
- Église Sainte-Marie de Fontaine-Simon
- Église Notre-Dame de Condé-sur-Huisne
- Église Saint-Laumer du Pas-Saint-l'Homer
- Église Saint-Jean d'Oucques, à Oucques La Nouvelle
- Église Sainte-Marie de Saint-Mandé, à Vievy-le-Rayé
- Église Sainte-Madeleine de Semerville, à Beauce la Romaine
- Église Saint-Jean de Froidmentel
- Église Saint-Julien de Douy
- Église Sainte-Marie de Boisgasson
- Église Saint-Pierre de Langey, à Vald'Yerre
- Église Notre-Dame de Villampuy
- Église Saint-Médard de Châteaudun
- Église d'Autheuil
- Église Saint-Martin de Monthou-sur-Bièvre
- Église Saint-Bienheuré de Candé-sur-Beuvron
- Église Saint-Saturnin de Blois-Vienne
- Église Saint-Nicolas du Foix, à Blois
- Église Saint-Pierre du Foix (détruite vers 1362)
- Église Saint-Lubin de Villebarou
- Église Notre-Dame de Mulsans
- Église Saint-Étienne de Villeromain
- Église Saint-Félix de Champigny-en-Beauce
- Église Saint-Pierre de Villefrancœur
- Église Saint-Lubin de Périgny
- Église Saint-Martins de Laons
- Église Saint-Ange de Saint-Ange-et-Torçay
- Église Saint-Pierre de Blévy, à Maillebois
- Église Notre-Dame de Louvilliers-lès-Perche
- Église Saint-Pierre de Dampierre-sur-Avre
- Église Saint-Germain-d'Auxerre de Rémalard
- Église Saint-Étienne de Dorceau
- Église Saint-Jean-Baptiste de la Lande-sur-Eure, à Longny les Villages
- Église Saint-Laumer de Corbion, à Moutiers-au-Perche
- Église Saint-Germain du Mage
- Église Saint-Germain-de-Paris de Bizou
- Église Saint-Laurent des Menus
- Église Saint-Germain de Neuilly-sur-Eure
- Église Saint-Pierre de Manou
- Église Notre-Dame de Mattanvilliers
- Église Saint-Malo de Randonnai, à Tourouvre au Perche
- Église Saint-Maurice de l'Île de Montereau
- Église Saint-Nicolas de Valence-en-Brie
- Décanat de Montereau-Fault-Yonne
- Église Saint-Jean de Montereau
- Église Saint-Médard de Maisse
- Église Saint-Médard de Mespuits
- Église Saint-Barthélemy de L'Aigle
- Église Saint-Sulpice de L'Aigle
- Église Saint-Martin de Saint-Martin-d'Écublei
- Église Saint-Denis de Vitray-en-Beauce
- Église Saint-Pierre d'Irai
- Église Saint-Martin de Francheville, à Verneuil d'Avre et d'Iton
- Église de Longuelune, à Piseux
- Église Saint-Martin de Droisy
- Église Saint-Michel de Saint-Michel-la-Forêt
- Église Saint-Germain de Préaux-du-Perche (sous réserves de l'auteur[6])
- Église Saint-Pierre de Charnelles, à Piseux
- Église Saint-Pierre-aux-Liens de Moissat-Bas
- Église Saint-Laumer de Moissat-Haut
- Église Saint-Denis-et-Notre-Dame de Seychalles
- Église Notre-Dame-de-l'Assomption de Ravel
- Église Saint-André de Bouzel
- Église Saint-Pourçain-Saint-Barthélémy de Bort-l'Étang
- Église Saint-Martin de Réveillon
- Église Saint-Ouen de Saint-Ouen-de-Sécherouvre
- Église Saint-Évroult de Champs
- Église Notre-Dame-de-la-Nativité de Lignerolles
- Église Saint-Germain de Chemilli
- Église Saint-Martin de Suré
- Église Saint-Pierre de Courcerault
- Église Notre-Dame-du-Rosaire de la Perrière, à Belforêt-en-Perche
- Église Saint-Germain de Saint-Germain-des-Grois
- Église Saint-Denis de Condeau
- Église Saint-Pierre de Bresolettes
- Église Saint-Pierre de Fercé-sur-Sarthe
- Église Saint-Aignan de Saint-Aignan
- Église Saint-Vivantien de Saint-Vincent-des-Prés
- Église Saint-Denis de Vezot
- Église Notre-Dame de Mamers
- Église Notre-Dame de Cellé
- Église Saint-Léger d'Ouilly-du-Houley
- Église Saint-Martin d'Ouilly-du-Houley
- Église Saint-Pierre de Chanteloup, à Monnai (sous réserves de l'auteur)

### Chapelles
- Chapelle Saint-Georges de la Forêt, à Blois

### Seigneuries
- Seigneurie de Morest, à Saint-Claude-de-Diray

### Autres possessions
- Métairie de l'Orme Cochard, près de Blois-Vienne
- Château de Madon, à Candé-sur-Beuvron[10]

## Liste des abbés
Entre l'arrivée de moines de Saint Laumer en 873 et la consécration officielle de l'abbaye à Blois en 1186, le représentant de ces moines adoptaient le titre d'abbé bien que l'accès à l'abbaye de Corbion leur soit impossible. Ils furent, :
- Simon, qui assista au transfert des reliques du saint à Blois en 873 (1er abbé),
- Richer, signataire de l'achat du moulin de Véteuil en 1030,
- Bernard, signataire de la charte fondatrice du prieuré Saint-Jean-en-Grève en 1087,
- Godefroy Ier,
- Maurice,
- Rainauld,
- Godefroy II,
- Ernaud de Blois, possible neveu de Pierre de Blois,
- Baudouin, formé à la chapelle Saint-Calais,
- Hugues, qui assista en 1186 au transfert des reliques de Saint Laumer et de Saint Lubin vers la nouvelle abbaye de Blois,
- Guérin Ier,
- Rainauld II,
- Laurent,
- Milon,
- Jean,
- Guérin II,
- Guillaume Ier (1280–c. 1302),
- David (1302–1313),
- Pierre (1313–1335),
- Robert (1335–1348),
- Guillaume II (1348–1349),
- Philippe Chotard (1349–1367),
- Guillaume III (1367–1399),
- Jean Voisin (1399–1419),
- Philippe de Prunelé (1419–1445),
- Guillaume de Pressainville (1445–1447),
- Jean Prunelé (1447–1467), neveu de Philippe,
- Louis de Pot (1467–1505),
- Adrien de Framezelles (1505–1510),
- Philippe Hurault (1510–1512), fils de Raoul Ier de Cheverny,
- Jacques Hurault de Cheverny (1512–1546) cousin du précédent et premier abbé commendataire,
- Hippolyte d'Este (1546–1550) nommé par le roi François Ier après la mort du précédent[6],
- François de Tournon (1550–1561), designé en 1550 par le précédent après sa resignation[6],
- Charlotte de Beaune qui le racheta au début des guerres de Religions mais qui, en tant que femme, a fait signer en son nom trois personnes portant le titre d'abbé (réservé à cette époque aux hommes)[6] :
  - Laurent de Fises (1567–1572 et 1575–1593),
  - Luigi d'Este (1572–1575), abbé commendataire en son nom,
  - René Ragouneau (1593–1599),
  - Nicolas Petit (1599–1600),
- Guillaume Fouquet de la Varenne (1607–1616) qui acheta l'abbaye à Charlotte de Beaune pour 1 000 écus,
- Charles Miron (1616–1619), qui échangea l'évêché d'Angers avec le précédent,
- François d'Escoubleau de Sourdis (1619–1629),
- Louis François d'Escoubleau de Sourdis (1629–1654) cousin du précédent,
- Blaise Le Ferron (1654–1658)
- Charles-François de La Vieuville (1660–1676), avant d'être nommé évêque de Rennes en 1669,
- Jacques-François Minot de Mérille (1676–1697), nommé par le roi après le décès du précédent abbé.

Lors de la création du diocèse de Blois et l'élévation de la cathédrale Saint-Louis, la charge d'abbé fut supprimée ; un siècle avant la dissolution définitive de l'abbaye.

## Moines et visiteurs célèbres
- Dom Georges Viole (1598-1669), écrivain, premier prieur de la réforme de Saint-Maur de 1627 à 1629[12],
- Dom Noël Mars (1612-1702), officier et historien au nom du roi, vers 1645.